# Bryan Gunn
Bryan James Gunn (Thurso, 22 december 1963) is een Schots voormalig betaald voetbaldoelman. Hij speelde 12 seizoenen en meer dan 400 officiële wedstrijden voor het Engelse Norwich City, van 1986 tot 1998. Gunn verzamelde 6 caps voor het Schots voetbalelftal.
Hij is de vader van doelman Angus Gunn, die anno 2021 onder de lat staat bij Premier League-club Southampton.

## Clubcarrière
Gunn begon zijn loopbaan als doelman bij het Schotse Aberdeen. In 1983 verwezenlijkte Gunn bij deze club de eerste grote stunt uit zijn carrière door de Europacup II te winnen, hoewel de rol van Gunn beperkt was. Onder leiding van trainer Sir Alex Ferguson, later 26 jaar lang trainer van Manchester United, versloeg Aberdeen (met Jim Leighton tussen de palen) in de finale de Spaanse grootheid Real Madrid CF. Real Madrid stond onder leiding van haar eigen clubcoryfee Alfredo Di Stéfano.
In 1986 tekende Gunn een contract bij het Engelse Norwich City en bij deze club gaat Gunn zelf door het leven als een clubicoon. Hij werd een clublegende door op 19 oktober 1993 buitenshuis in het Olympiastadion met zijn maats het roemrijke Bayern München te verslaan in de tweede ronde van de UEFA Cup 1993/94. Gunn en de club werden derde van het inaugurele seizoen van de Premier League, waardoor ze de deur van Europa open beukten (en Bayern wipten). Gunn werd met zijn maats uitgeschakeld door latere winnaar Inter Milan. Hij bleef doelman van Norwich City tot 1998, maar uiteindelijk verloor hij de concurrentiestrijd van Andy Marshall.
Gunn beëindigde zijn loopbaan bij Hibernian in eigen land na het seizoen 1998/99, onder leiding van trainer Alex McLeish.

## Erelijst
Aberdeen FC
- Scottish Premier League (2)

1984, 1985
- Scottish Cup (4)

1982, 1983, 1984, 1985
- Scottish League Cup

1986
- UEFA Beker voor Bekerwinnaars

1983
- UEFA Super Cup

1983

## Trainerscarrière
Op 21 januari 2009 werd Gunn aangesteld als trainer van Norwich City na het ontslag van Glenn Roeder. Hij stelde zijn ex-ploeggenoten Ian Crook en John Deehan aan als assistent en scout, respectievelijk. Toen hij er trainer was, kwam Norwich City uit in de Football League Championship, het Engelse tweede niveau.
Gunn sprak dat hij de stijl van aanpak van zijn voormalige trainer Mike Walker (1992–1994, 1996–1998) als grootste drijfveer zag. Hij was na zes maanden trainer af.
Hij werd op 14 augustus 2009 ontslagen door Norwich City-directeur David McNally, na een reeks van tegenvallende resultaten.